# بيت الكاتب (أدب)

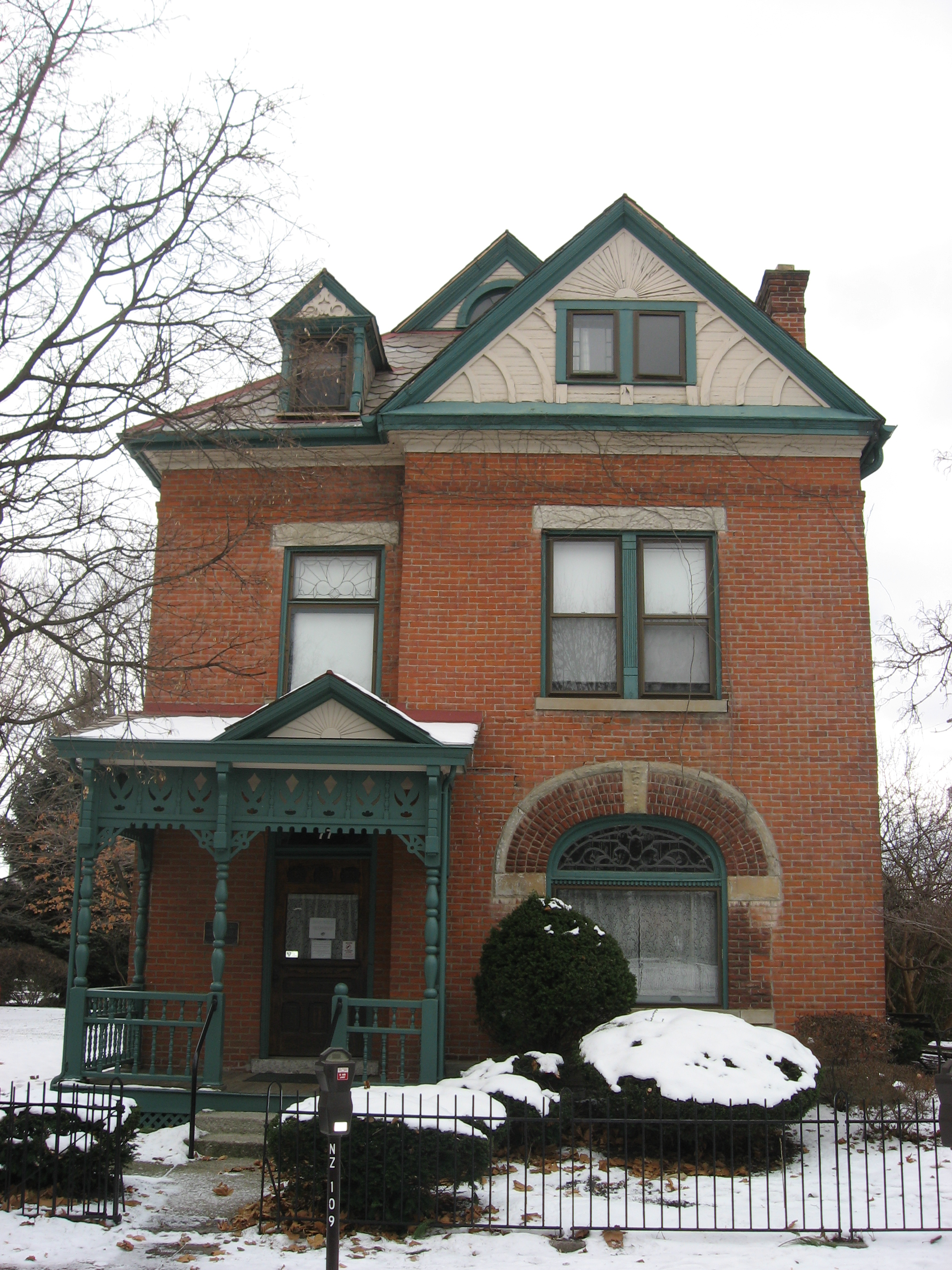
بيت جيمس ثوربر في كولومبوس، أوهايو

بيوت الكُتاب وتسمي أيضًا بيوت المؤلفين أو البيوت الأدبيَّة، هي الأماكن التي عاش فيها كُتابٌ بارزون، ويُحافظ عليها أحيانًا لتكون متاحف بيتيَّة تاريخيَّة ووجهات للسياحة الأدبية [الإنجليزية]، وتسمى «متاحف منازل الكتاب»، خاصةً عندما تكون بيوتًا لشخصياتٍ أدبيةٍ معروفة، كما يحافظ عليها في كثيرٍ من الأحيان لتعريف الزوار بمعلوماتٍ حول المؤلف نفسه بدلًا من الاكتفاء بأعماله وتاريخه. تعتبر هذه المعروضات بمثابة شكل من أشكال نقد السيرة الذاتية [الإنجليزية]. عادةً ما يكون زوار هذه المواقع من المعجبين بالمؤلفين، ويجد هؤلاء المعجبون روابط عاطفية وجسدية عميقة مع المؤلفين من خلال زياراتهم.
تتضمن المواقع مجموعة من الأنشطة المشتركة بين مواقع التراث الثقافي، مثل التاريخ الحي، ومعارض المتاحف، والجولات الإرشادية، وقراءات الشعر. أحصت آن تروبيك، وهي معلقةٌ في صحيفة نيويورك تايمز، 73 منزلًا من هذا النوع في الولايات المتحدة.
إن تقليد الحفاظ على البيوت أو المواقع المهمة للمؤلفين المشهورين له تاريخٌ طويل: في القرن الرابع عشر حوفظ على مسقط رأس فرانشيسكو بتراركا، على الرغم من أنه لم يقضِ وقتًا هناك عندما كان طفلًا. في أواخر القرن التاسع عشر وأوائل القرن العشرين في فرنسا، خلقت الصحافة التصويرية التي تمثل بيوت المؤلفين اهتمامًا عامًا متزايدًا بالحياة الخاصة للكتاب، مما جعل منازلهم وجهاتٍ لهم. إنَّ الخيال الشعبي العام حول هذه البيوت الأدبية هو موضوعٌ رئيسي في الرواية الساخرة «دليل مُشعِل الحرائق إلى منازل الكُتّاب في إنجلترا الجديدة» (بالإنجليزية: An Arsonist's Guide to Writers' Homes in New England)‏.

## بيوت بارزة
- متحف منزل جاين أوستن
- متحف بيت الأخوات برونتي
- منزل جرينواي (أجاثا كريستي)
- العين الذهبية (إيان فلمنغ)
- منزل آن فرانك
- متحف إليزابيث جاسكل
- منزل وكوخ إرنست همينغوي [الإنجليزية]
- منزل ومتحف مارغريت ميتشل
- متحف منزل هيل توب التاريخي (بياتريكس بوتر)
- منزل مونك (فرجينيا وولف)